# Promised Land (Queensrÿche-album)
A Promised Land az amerikai Queensrÿche együttes ötödik nagylemeze, mely 1994-ben jelent meg. Az album tovább tágította a zenekar zenei határait. Olyan hangszereket is bevettek mint a szaxofon, a piano, a cselló, vagy a szitár. A 2003-as CD-s újrakiadáson szerepel négy bónusz, melyből két szám koncertfelvétel, míg a Real World pedig az Utolsó akcióhős filmzenealbumán is szerepelt. A lemez a Billboard listáján a 3. helyen nyitott.

## Számlista
1. "9:28 a.m." (Scott Rockenfield) – 1:43
2. "I Am I" (Chris DeGarmo, Geoff Tate) – 3:56
3. "Damaged" (DeGarmo, Tate) – 3:55
4. "Out of Mind" (DeGarmo) – 4:34
5. "Bridge" (DeGarmo) – 3:27
6. "Promised Land" (DeGarmo, Eddie Jackson, Rockenfield, Tate, Michael Wilton) – 8:25
7. "Disconnected" (Rockenfield, Tate) – 4:48
8. "Lady Jane" (DeGarmo) – 4:23
9. "My Global Mind" (DeGarmo, Rockenfield, Tate, Wilton) – 4:20
10. "One More Time" (DeGarmo, Tate) – 4:17
11. "Someone Else?" (DeGarmo, Tate) – 4:38

### 2003-as CD-s verzió bónuszai
Az album 2003. június 10-én került CD-s kiadásra, mely az alábbi bónuszokat tartalmazza:
1. "Real World" From Last Action Hero - 4:23
2. "Someone Else?"  - 7:13
3. "Damaged" [Live at The Astoria Theatre, London, Anglia 1994. október 20.] - 4:00
4. "Real World" [Live at The Astoria Theatre, London, Anglia 1994. október 20.]  - 3:45

## Közreműködők
- Geoff Tate – ének, szaxofon, billentyűs hangszerek
- Chris DeGarmo – gitár, piano, cselló, szitár
- Michael Wilton – gitár
- Eddie Jackson – basszusgitár
- Scott Rockenfield – dob, ütősök, effektek

## Helyezések

### Album
| Év   | Táblázat      | Pozíció |
| ---- | ------------- | ------- |
| 1994 | Billboard 200 | 3       |
| 1994 | Németország   | 10      |

### Kislemezek
Billboard (Észak Amerika)
| Év   | Kislemez       | Táblázat               | Pozíció |
| ---- | -------------- | ---------------------- | ------- |
| 1994 | "I Am I"       | Mainstream Rock Tracks | 8       |
| 1994 | "Bridge"       | Mainstream Rock Tracks | 6       |
| 1995 | "Disconnected" | Mainstream Rock Tracks | 32      |

## Külső hivatkozások
- Promised Land info on queensryche.com